# Happy Isles Nature Center
Le Happy Isles Nature Center est un bâtiment dans le comté de Mariposa, en Californie, dans le sud-ouest des États-Unis. Protégé au sein du parc national de Yosemite, cet édifice de 1927 a d'abord servi de station piscicole avant d'être reconverti en centre pour la nature en 1957. C'est une propriété contributrice au district historique dit « Yosemite Valley » depuis sa création le 14 décembre 2006.